# America the Beautiful (singel Raya Charlesa)
America the Beautiful – wideo singel amerykańskiego muzyka Raya Charlesa, wydany w 1991 roku. Przedstawia on wykonanie "America the Beautiful" w interpretacji Charlesa, o której Ed Bradley z programu 60 Minutes powiedział: "to ostateczna wersja, amerykański hymn - klasyk, taki, jakim jest mężczyzna, który go wykonał".

## Lista utworów
1. "America the Beautiful" - 4:00